# Philippe Arlaud

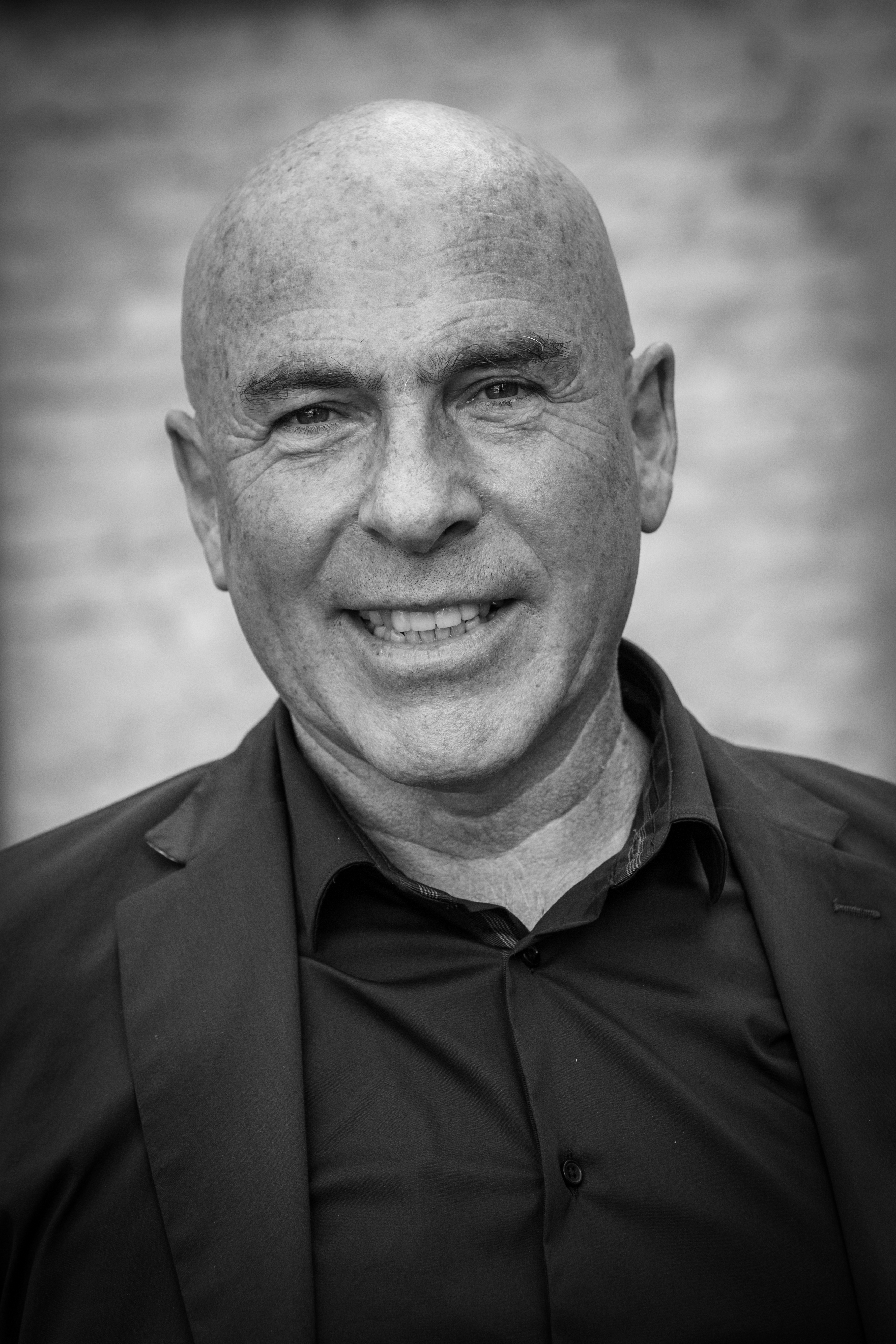
Philippe Arlaud, 2014

Philippe Arlaud (geboren in Paris) ist ein französischer Regisseur, Bühnenbildner und Lichtdesigner, der sowohl in Oper, Musical und Shows tätig ist, als auch im Sprechtheater.

## Ausbildung
In Paris als Sohn einer Schuldirektorin und eines Chemikers geboren, ist Arlaud in Mulhouse aufgewachsen und war, eigenen Angaben zufolge, „ein wildes und undiszipliniertes Kind.“ Er wechselte vom sechsten bis zum letzten Schuljahr elf Mal den Bildungsgang und besuchte sieben verschiedene Gymnasien. Arlaud kam erst über den Umweg eines Medizin-Studiums zum Theater, studierte schließlich Regie, Bühnenbild und Kunstgeschichte an der École Supérieure d’Art Dramatique am Théâtre national de Strasbourg.

## Lichtdesigner
Ab 1977 arbeitete Arlaud am Théâtre national de Strasbourg als Lichtdesigner, er arbeitete dort u. a. für die Regisseure Antoine Vitez und Jean Marie Villégier. Beeinflusst wurde Arlaud stark von dem Amerikaner Robert Wilson, bei dem er assistiert hatte. Wilson steht für eine statische Bühnenregie, die von Lichtstimmungen in vielfältigen Schattierungen und zeitlupenhaften Bewegungen der Protagonisten dominiert wird.

## Schauspiel
Seit 1982 führt Arlaud selbst Regie und gestaltet Bühnenbild und Licht seiner Produktionen. Als Schauspielregisseur war er unter anderem an der Comédie-Française, am Schauspielhaus Wien und am Schauspielhaus Hamburg tätig. Eine enge Zusammenarbeit ergab sich ab 1992 mit Hans Gratzer, dem Intendanten des Wiener Schauspielhauses. Arlaud zog im selben Jahr nach Wien, wo er bis 2005 lebte. Mit Gratzer erarbeitete er u. a. das monumentale AIDS-Epos Angels in America (1995) und das Koltès-Stück Quai West (1996). Für beide Produktionen wurde Arlaud mit jeweils einer Kainz-Medaille ausgezeichnet.

## Musical und Show
Bei André Hellers Show Yumé – Flug durch Träume: ein japanisches Kaleidoskop, die 1997 in Japan und auf einer Europa-Tournee zu sehen war, sorgte er für Bühne und Licht. Leonard Bernsteins West Side Story inszenierte er – beide Male mit Thomas Hengelbrock am Pult – 2001 an der Wiener Volksoper und 2002 im Festspielhaus Baden-Baden. Im September 2002 übernahm er für Rainhard Fendrichs Musical Wake up!, einer humorvollen Betrachtung der Show- und Popbranche, die Regie.

## Oper
1995 debütierte Arlaud mit Pergolesis La serva padrona an der Wiener Kammeroper als Opernregisseur. Am selben Haus konnte er 1996 mit Brittens The Turn of the Screw einen großen persönlichen Erfolg erringen, der ihm im folgenden Jahr den Durchbruch als Opernregisseur eröffnete. 1996 begann auch – mit Mozarts Zaide beim Musikfest Bremen – seine langjährige Zusammenarbeit mit dem Dirigenten Thomas Hengelbrock. 1997 inszenierte Arlaud an der Pariser Opéra-Comique Mozarts Don Giovanni und Luciano Chaillys La Cantatrice chauve, am Staatstheater Darmstadt Henzes Elegie für junge Liebende und schuf schließlich die Bühnenbilder für August Everdings Inszenierung von Donizettis Linda di Chamounix an der Wiener Staatsoper, eine Produktion, die in der Spielzeit 1997/98 auch an der Mailänder Scala gezeigt wurde.

### Festspiele
1998 gestaltete er bei den Bregenzer Festspielen Regie, Bühne und Licht für Italo Montemezzis L'amore dei tre re und für die Uraufführung der Oper Nacht von Georg Friedrich Haas. Im gleichen Jahr inszenierte er eine erfolgreiche Frau ohne Schatten an der Deutschen Oper Berlin, seine erste Zusammenarbeit mit dem Dirigenten Christian Thielemann. Klaus Georg Koch lobt in der Berliner Zeitung, Arlaud habe „eine wunderschöne und bedeutsame Technik gefunden, um das Fließende, Schwebende, Zauberische der Frau ohne Schatten sichtbar zu machen, ihre Eigenheit, Motive, Stimmungen und Bedeutungen ineinander zu verweben“ und zieht das Resümee: „Die Hauptwirkung der Inszenierung besteht aber darin, durch Konzentration auf kleine Räume und ruhige Farben so viel Aufmerksamkeit wie möglich auf die Musik zu richten, auf ihre erhellende, verdunkelnde, narkotische, aufputschende Wirkung.“
Neben einer Rusalka am Theater St. Gallen (1998) und einer La traviata am Marinsky Theater in St. Petersburg (2000) begann in diesen Jahren Arlauds langjährige Zusammenarbeit mit der Opéra du Rhin in Strassburg und dem Festspielhaus Baden-Baden. In Strassburg debütierte er mit La Cenerentola, in Baden-Baden – mit Hengelbrock am Pult – mit Così fan tutte. Für die Schwetzinger Festspiele und die Innsbrucker Festwochen der Alten Musik inszenierte er im Jahr 2000 die Barockoper La divisione del mondo von Giovanni Legrenzi.

### Bayreuth
Im Jahr 2000 begann Arlaud sich mit dem Werk Richard Wagners zu befassen. In Straßburg inszenierte er Tristan und Isolde, sowie den Fliegenden Holländer, an der Oper Bonn den Lohengrin. 2002 folgte der Tannhäuser bei den Bayreuther Festspielen, dirigiert von Thielemann. Die Kritik war durchgehend zynisch, Der Spiegel schrieb von „harmlosen Schaubildern“, die FAZ von einer „Schöne[n] Mogelpackung [...] Bunt, aber einfallslos“ und Die Welt kritisierte „Das schöne, bunte Garnichts“. Pierre Boulez kommentierte knapp: „Sie haben den Mut zur Romantik.“ Und das Bayreuther Publikum war begeistert.
Arlaud blieb der Stadt Bayreuth treu und inszenierte dort – jeweils mit Nicolaus Richter am Pult – 2006 den Ring an einem Abend (mit acht Sängern und zwölf Musikern, im Markgräflichen Opernhaus) und 2007 Prokofjews Die Verlobung im Kloster (in der Stadthalle Bayreuth). Die Kurzfassung des Rings zeigte er 2007 auch im Festspielhaus St. Pölten. 2013 brachte er Mnozil Brass’ Hojotoho, ein Auftragswerk der Stadt Bayreuth zum Wagner-Jubiläumsjahr für sieben Blechbläser zur Uraufführung (in der Bayreuther Stadthalle und anschließend im Wiener Konzerthaus).

### Feldkirchfestival
Von 2007 bis 2012 war Philippe Arlaud künstlerischer Leiter des Feldkirchfestivals, welches er konsequent mit Musik des 20. Jahrhunderts und des 21. Jahrhunderts programmierte. Er inszenierte dort u. a. teils sperrige Werke von Kuusisto, Poulenc und Strawinsky, durchwegs positiv von der Kritik aufgenommen, teilweise auch vom Publikum.

### Fernost
Ab 2010 verlagerte sich Arlauds Tätigkeitsschwerpunkt auf asiatische Opernhäuser, in diesem Jahr inszenierte er am NNT Tokyo Strauss’ Arabella und Giordanos Andrea Chénier. Letztere Produktion war auch am Teatro Liceu in Barcelona zu sehen, dort mit Pinchas Steinberg am Pult. 2012 übernahm er an der Hongkong Opera eine Neuinszenierung der Carmen von Georges Bizet. 2013 gestaltete er Regie, Bühne und Licht von Wagners Parsifal an der Nationaloper Seoul und von Offenbachs Les Contes d’Hoffmann am NNT Tokyo.

## Wichtige Inszenierungen
- 1995 The Turn of the Screw – Wiener Kammeroper
- 1998 Nacht von Georg Friedrich Haas (U) – Bregenzer Festspiele
- 1998 Die Frau ohne Schatten – Deutsche Oper Berlin
- 2002 Tannhäuser – Bayreuther Festspiele
- 2009 Les mamelles de Tirésias – Feldkirchfestival
- 2010 L'histoire du Soldat – Feldkirchfestival
- 2010 Carmen – Festspielhaus Baden-Baden
- 2012 Ariadne auf Naxos – Festspielhaus Baden-Baden
- 2012 Fröken Julie von Ilkka Kuusisto – Feldkirchfestival

## Auszeichnungen
- 1995 Kainz-Medaille, Förderungspreis für Bühnenbild – Angels in America und In den Augen eines Fremden (Schauspielhaus Wien)
- 1996 Kainz-Medaille für Bühnenbild – Quai West (Schauspielhaus Wien)